# Raid on Bungeling Bay
Raid on Bungeling Bay è un videogioco sparatutto del 1984, sviluppato da Brøderbund per Commodore 64 e nel 1985 convertito per Nintendo Entertainment System (da Hudson Soft) e per MSX. Si tratta del primo titolo nato dalla mente di Will Wright, futuro creatore di SimCity.

## Modalità di gioco
(Dalla confezione del gioco)
Raid on Bungeling Bay è uno sparatutto che richiede anche una certa attenzione alla strategia generale.
Scopo del gioco è quello di bombardare, con un elicottero, delle fabbriche del malvagio impero dei Bungeling (nemico ricorrente nelle produzioni Brøderbund: appaiono infatti anche in Choplifter e in Lode Runner), poste su diverse isole. 
La visuale dell'arcipelago è dall'alto, con scorrimento in tutte le direzioni su un ambiente ampio circa 100 schermate e ciclico, ovvero andando a lungo in una direzione si torna al punto di partenza. Su Commodore 64 è disponibile una minimappa con raggio limitato.
L'elicottero può ruotare in tutte le direzioni ed è dotato di una scorta limitata di bombe per distruggere le fabbriche e di missili illimitati per colpire le difese antiaeree nemiche. L'unica alleata del giocatore è una portaerei, che permette di ricaricare vita e munizioni ma va protetta dai nemici; una freccetta indica sempre da che parte si trova. 
Più passa il tempo di gioco e più diventa difficile proseguire la missione, dato che la tecnologia dei nemici progredisce, e le armi diventano più sofisticate e numerose.
Per attaccare la portaerei il nemico costruisce progressivamente una nave da guerra che può essere bombardata per farla regredire.

## Influenza
La visuale e lo stile grafico hanno molti punti in comune con SimCity; infatti, secondo una dichiarazione di Wright, il popolare gestionale è derivato dall'editor di livelli usato per realizzare Raid on Bungeling Bay, che Wright ha continuato a sviluppare anche dopo la pubblicazione del titolo, aggiungendo sempre più caratteristiche.